# Arroyo Sarandí del Chileno
El Arroyo Sarandí del Chileno es un arroyo en Uruguay. Está ubicado en el departamento de Durazno, en la zona central del país, 250 km al norte de Montevideo, la capital del país. El Arroyo Sarandí del Chileno forma parte de la cuenca del Río Negro, y es afluente del Río Negro.